# Trithrinax schizophylla
Trithrinax schizophylla är en enhjärtbladig växtart som beskrevs av Carl Georg Oscar Drude. Trithrinax schizophylla ingår i släktet Trithrinax och familjen Arecaceae. Inga underarter finns listade i Catalogue of Life.